# Viktor Achter (Unternehmer)
Paul Viktor Achter (* 11. September 1874 in Rheydt; † 30. Oktober 1957 in Mönchengladbach) war ein deutscher Unternehmer.

## Werdegang
Nach dem Abschluss des Gymnasiums besuchte Achter die Textilfachschule in Mülheim an der Ruhr und sammelte im Anschluss in verschiedenen deutschen Städten praktische Erfahrung in der Tuchherstellung. 1899 gründete er in Mönchengladbach die Volltuchfabrik Achter & Ebels. Dem Betrieb schloss er später eine Kunstwollfabrik, eine Mungospinnerei, eine Färberei und eine Weberei an. Aus kleinen Anfängen wuchs das Unternehmen bis zum Beginn der 1950er Jahre auf eine Belegschaft von über 1300 Arbeitern.
Neben seiner unternehmerischen Tätigkeit war Achter in mehreren berufsständischen Organisationen tätig. Er war Vorsitzender der Fachgruppe Tuchindustrie Mönchengladbach und Mitglied der Industrie- und Handelskammer sowie Vorsitzender verschiedener Verbände der Industrie.
Viktor Achter war verheiratet mit Mia Achter, geb. Schaub. Sein Sohn Viktor Achter (1905–1981) war Rechtshistoriker und außerplanmäßiger Professor an der Universität Köln.

## Ehrungen
- 1953: Verdienstkreuz (Steckkreuz) der Bundesrepublik Deutschland[3]
- 1969: Großes Verdienstkreuz der Bundesrepublik Deutschland